# Nicola Schmid
Nicola Schmid (29 giugno 1990) è un'ex sciatrice alpina tedesca.

## Biografia
Attiva in gare FIS dal novembre del 2005, in Coppa Europa la Schmid esordì il 2 febbraio 2007 a Bischofswiesen in slalom speciale, senza completare la gara, e ottenne l'unica vittoria, nonché unico podio, il 30 novembre 2008 a Kvitfjell in supergigante; pochi giorni dopo, il 20 dicembre, esordì in Coppa del Mondo, a Sankt Moritz nella medesima specialità, senza completare la gara. In seguito prese parte ad altre due gare nel massimo circuito internazionale, sempre supergiganti, conquistando il miglior piazzamento nell'ultima, disputata a Tarvisio il 22 febbraio 2009 (53ª). Si ritirò al termine della stagione 2010-2011 e la sua ultima gara fu lo slalom speciale dei Campionati liechtensteinesi 2011, disputato il 2 aprile a Malbun e non completato dalla Schmid; non prese parte a rassegne olimpiche o iridate.

## Palmarès

### Coppa Europa
- Miglior piazzamento in classifica generale: 31ª nel 2009
- 1 podio:
  - 1 vittoria

#### Coppa Europa - vittorie
| Data             | Località  | Paese    | Specialità |
| ---------------- | --------- | -------- | ---------- |
| 30 novembre 2008 | Kvitfjell | Norvegia | SG         |

Legenda:

SG = supergigante